# Губаревич Юрій Іванович
Ю́рій Іва́нович Губаре́вич, також відомий як Юра́сь Губаре́вич (біл. Юрый Іванавіч Губарэвіч; Юрась Губарэвіч; нар. 23 лютого 1978, Білозерськ, Берестейська область, БРСР, СРСР) — білоруський політичний і громадський діяч, з 2016 року є головою руху «За Свободу».

## Життєпис
Народився 23 лютого 1978 року в Білозерську. З 1998 до 1999 року Губаревич був виконавчим секретарем студентської професійної спілки «Солідарність» (біл. Салідарнасць). 2000 року здобув освіту у Білоруській державній політехнічній академії (нині Білоруський національний технічний університет), за спеціальністю «інженер-електрик». 2003 року, закінчивши Львівський регіональний інститут в Україні, здобув освітній ступінь магістра державного управління. З 2003 до 2007 Губаревич був депутатом Білозерської міської ради. 2004, 2008 і 2016 брав участь у виборах до Палати представників. З 2007 до 2009 року Губаревич обіймав посаду заступника голови Білоруського народного фронту. 2016-го його обрано головою політичного руху «За Свободу».
2020 року Губаревич оголосив про намір кандидувати на посаду президента Білоруси. Його, як і решту опозиційних кандидатів, піддавала утискам влада Лукашенка, зокрема районний суд Мінська присудив політикові 15 діб арешту за пікет зі збору підписів для участи у виборах. 19 червня 2020 Юрась Губаревич припинив свою президентську кампанію.